# Piekary Śląskie Wąskotorowe
Piekary Śląskie Wąskotorowe – dawna wąskotorowa kolejowa stacja towarowa w Piekarach Śląskich, w województwie śląskim, w Polsce. Stacja była zlokalizowana w przybliżeniu na kilometrze 3,07 linii z Bytomia Rozbarku do Suchej Góry Wąskotorowej.